# Championnat du monde de snooker 1929
Navigation
Édition précédente Édition suivante
Le championnat du monde de snooker 1929 a lieu au Camkin's Hall de Birmingham et à l'hôtel de ville de Loughborough en Angleterre. Il s'étale du 17 décembre 1928 au 7 mars 1929.

## Tableau final
|  | 1er tour Au meilleur des 25 frames | 1er tour Au meilleur des 25 frames | 1er tour Au meilleur des 25 frames |  |  | Demi-finales Au meilleur des 25 frames | Demi-finales Au meilleur des 25 frames | Demi-finales Au meilleur des 25 frames |    |                         | Finale Au meilleur des 33 frames | Finale Au meilleur des 33 frames | Finale Au meilleur des 33 frames |
|  |                                    |                                    |                                    |  |  |                                        |                                        |                                        |    |                         |                                  |                                  |                                  |
|  |                                    |                                    |                                    |  |  |                                        |                                        |                                        |    |                         |                                  |                                  |                                  |
|  |                                    |                                    |                                    |  |  | Drapeau de l'Angleterre                | Joe Davis                              | 13                                     |    |                         |                                  |                                  |                                  |
|  | Drapeau de l'Angleterre            | Fred Lawrence                      | 13                                 |  |  | Drapeau de l'Angleterre                | Fred Lawrence                          | 10                                     |    |                         |                                  |                                  |                                  |
|  | Drapeau de l'Angleterre            | Alec Mann                          | 12                                 |  |  |                                        |                                        |                                        |    | Drapeau de l'Angleterre | Joe Davis                        | 19                               |                                  |
|  |                                    |                                    |                                    |  |  |                                        | Drapeau de l'Angleterre                | Tom Dennis                             | 14 |                         |                                  |                                  |                                  |
|  |                                    |                                    |                                    |  |  | Drapeau de l'Angleterre                | Tom Dennis                             | 14                                     |    |                         |                                  |                                  |                                  |
|  |                                    |                                    |                                    |  |  | Drapeau de l'Angleterre                | Kelsall Prince                         | 6                                      |    |                         |                                  |                                  |                                  |
|  |                                    |                                    |                                    |  |  |                                        |                                        |                                        |    |                         |                                  |                                  |                                  |
|  |                                    |                                    |                                    |  |  |                                        |                                        |                                        |    |                         |                                  |                                  |                                  |
|  |                                    |                                    |                                    |  |  |                                        |                                        |                                        |    |                         |                                  |                                  |                                  |